# 汽化
汽化（vaporization）是指物质状态从液体向气体转换的一种相变，过程进行中需要吸热。汽化有两种形式，蒸发、沸腾。蒸发是只在液体表面发生，並且液體溫度低於某一壓力時的沸點。而沸腾是一种剧烈的汽化过程，在液体的表面与内部同时进行。仅在液体达到沸点后并可以继续吸热的条件下才能发生。另外，由固体直接转变成气体的过程称为昇華。